# Graziano Mannari
Graziano Mannari (Livorno, 19 aprile 1969) è un ex calciatore italiano, di ruolo attaccante.

## Caratteristiche tecniche
Mannari era un attaccante di movimento, rapido e fisicamente brevilineo; poteva essere impiegato come prima punta o come esterno destro.

## Carriera

### Giocatore

#### L'esordio nel Milan

Mannari in azione in maglia rossonera il 7 febbraio 1988, giorno del suo esordio in Serie A, alle prese con il cesenate Cuttone.

Cresciuto nei vivai di Rosignano e Follonica, nel 1984 passa al Milan a titolo gratuito, poiché il presidente Giuseppe Farina controllava la società toscana. Nel 1987 viene prescelto da Silvio Berlusconi come protagonista per uno spot contro la violenza negli stadi, andato in onda sulle reti Fininvest dove corre a disinnescare una miccia sotto ad un pallone posto nel centro di un campo da calcio.
Esordisce in Serie A il 7 febbraio 1988, nella vittoria interna sul Cesena, subentrando a Ruud Gullit, che lo aveva soprannominato Speedy Gonzales o Lupetto. Tre giorni dopo subisce il primo, grave infortunio (rottura di tibia e perone) e non colleziona altre presenze in campionato.
Una volta ristabilitosi, viene aggregato stabilmente alla prima squadra; il 1º settembre 1988 allo Stadio Santiago Bernabéu, in un'amichevole tra Milan e Real Madrid, vinta 3-0 dalla squadra rossonera, realizza il secondo gol. Chiude la stagione 1988-1989 con 17 presenze in campionato e tre reti, tra cui una doppietta nella vittoria per 4-0 sulla Juventus. Nel marzo del 1989 viene convocato da Cesare Maldini nella Nazionale Under-21, senza tuttavia esordire con la maglia degli Azzurrini.
Complessivamente ha vinto con il Milan uno scudetto, una Coppa dei Campioni ed una Supercoppa italiana, a cui contribuisce con un gol nella vittoria finale contro la Sampdoria nel 1988.

#### Il declino
Nel 1989 viene ceduto al Como, in Serie B, nell'affare che porta Marco Simone al Milan. Con i lariani gioca 22 partite realizzando 3 reti, non sufficienti ad evitare la retrocessione in Serie C1. Passa quindi al Parma, voluto da Nevio Scala come riserva di Tomas Brolin, e disputa 12 partite senza reti nel campionato 1990-1991: per lui sarà l'ultimo nella massima serie.
Nell'estate del 1991 passa in prestito all'Avellino, per 700 milioni di lire: in Irpinia non viene mai impiegato, e nel mercato di riparazione scende in Serie C1, nel Siena, con cui realizza un unico gol in 25 partite. Rientrato a Parma, viene girato in prestito al Pisa, di nuovo tra i cadetti: qui l'allenatore Vincenzo Montefusco lo schiera come spalla di Lorenzo Scarafoni nelle partite iniziali del campionato. A novembre, dopo l'ingaggio di Christian Vieri, viene ceduto dal presidente Romeo Anconetani, per risparmiarne l'ingaggio; passa quindi al Ravenna, in Serie C1, voluto da Francesco Guidolin. Con i giallorossi disputa solamente due partite, a causa di un secondo grave infortunio, questa volta ai legamenti del ginocchio.
Nel campionato 1993-1994 torna inizialmente in forza al Parma, con cui ottiene soltanto due presenze da subentrante in Coppa Italia; in novembre rescinde il contratto per trasferirsi al Fiorenzuola, di nuovo in Serie C1. Qui subisce un nuovo infortunio al ginocchio, che limita a 11 le sue presenze stagionali.
A fine stagione fa ritorno brevemente al Siena, prima di trasferirsi alla Pistoiese nell'autunno del 1994. Con gli arancioni allenati da Roberto Clagluna conquista la promozione in Serie B. Contribuisce alla promozione con uno dei gol più importanti della stagione; quello al 92' nel derby contro i rivali del Prato che decide l'accesso ai play-off, dove poi gli arancioni batteranno in finale il Fiorenzuola. Chiude la carriera professionistica con un biennio nel Pontedera, prima di scendere tra i dilettanti con Sorianese (Eccellenza laziale) e Acquaviva.

### Dopo il ritiro
Si stabilisce a Cecina dove apre un negozio di abbigliamento, pur non abbandonando il mondo del calcio. Partecipa alla trasmissione televisiva Quelli che il calcio, nella quale fa parte del Maifredi Team insieme a diversi ex calciatori, e nel 2008 viene ingaggiato dal Codif Cecina, partecipante al campionato di Serie D di calcio a 5.
In seguito si è occupato del settore giovanile del Cecina e dell'attività di talent-scouting del Milan in Toscana.
Nel 2008 ha partecipato in un cameo alla pellicola Amore, bugie & calcetto di Luca Lucini, interpretando sé stesso assieme ad altri ex calciatori.
Nel 2012 in Giappone ha gestito una scuola calcio del Milan, poi due anni a Singapore, Dubai, dal 2018 è in Cina.

## Palmarès

### Club

#### Competizioni nazionali
- Campionato italiano: 1

Milan: 1987-1988
- Supercoppa italiana: 1

Milan: 1988
- Campionato italiano Serie C1: 1

Ravenna: 1992-1993 (girone A)

#### Competizioni internazionali
- Coppa dei Campioni: 1

Milan: 1988-1989